# PeopleMover

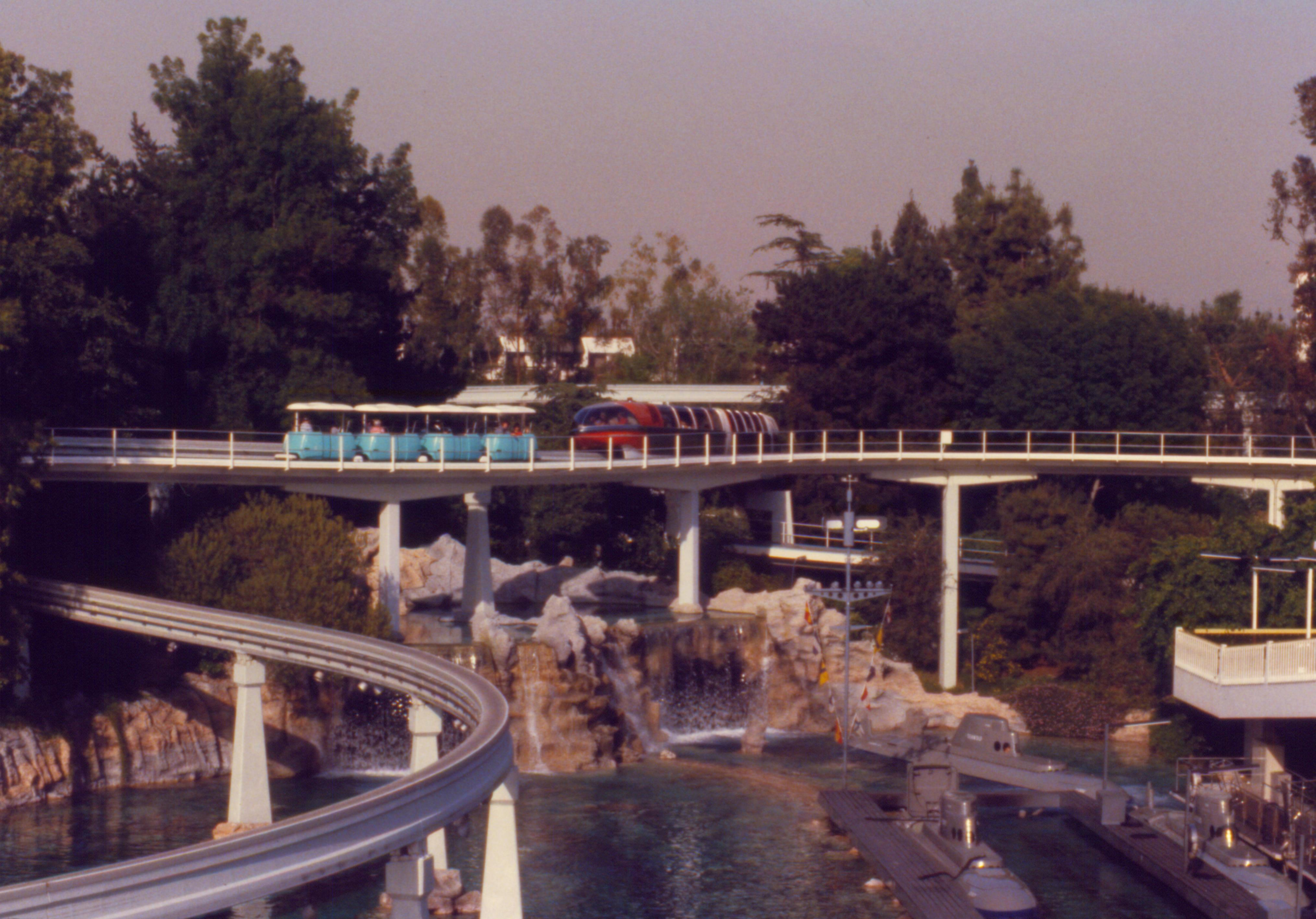
Le PeopleMover de Tomorrowland, Californie

PeopleMover, officiellement PeopleMover Thru the World of Tron (de 1982 à 1995), est une attraction du Tomorrowland de Disneyland, en Californie, existante du 2 juillet 1967 au 21 août 1995). Une réplique de l'attraction est également construite au Magic Kingdom en Floride sous le nom de WEDWay PeopleMover, rebaptisée ensuite Tomorrowland Transit Authority.

## L'attraction
PeopleMover ouvre comme élément du « Nouveau Tomorrowland » de 1967. Les véhicules de l'attraction sont accessibles depuis une plateforme tournante située à 3 mètres au-dessus du sol au centre de Tomorrowland. L'attraction est fermée en août 1995 et remplacée par Rocket Rods en 1998. Ce dernier ferme également définitivement en 2000 et semble devoir être remplacé par une nouvelle version de PeopleMover.
- Ouverture : 2 juillet 1967 (lors du Nouveau Tomorrowland 1967)[1]
- Fermeture : 21 août 1995[1]
- Nom alternatif (à partir de 1982): PeopleMover Thru the World of Tron
- Conception : WED Enterprises
- Partenaire : Goodyear
- Véhicules : 4 voitures par train, 4 personnes par voiture
- Type de support : roue à pneumatique
- Vitesse maximale : 3,2 km/h.
- Durée : 16 min.
- Taille requise : aucune
- Situation : 33° 48′ 44″ N, 117° 55′ 03″ O

## Partenariat et technique
- L'attraction était une mise à jour du système WEDWay conçu pour le pavillon Ford Magic Skyway de la Foire internationale de New York 1964-1965.

À la fermeture de la foire internationale, Walt Disney demanda à Ford de poursuivre leur partenariat au sein de parc. Mais la société refusa de sponsoriser une technologie concurrente de l'automobile.
C'est Goodyear qui se proposa de soutenir l'attraction. Le logo de l'attraction fut en contrepartie influencé par la marque et utilise la même police de caractère. Pour ces raisons, l'attraction acquit le surnom de Goodyear PeopleMover.
Le système fut transformé pour utiliser des pneumatiques : les trains ne furent pas propulsés par des moteurs intégrés mais par des roues à pneumatiques insérées dans la voie tous les 2,7 mètres. Les véhicules se composaient de plusieurs couleurs mais unies : rouge, bleu, jaune et vert avec des toits blancs jusqu'à la rénovation de 1987 durant laquelle ils furent repeints en blanc.
- Le SuperSpeed Tunnel :

En 1977, le SuperSpeed Tunnel fut ajouté au PeopleMover. Il était situé dans le bâtiment circulaire du Carousel Theater, qui hébergeait à l'époque America Sings. Des voitures de course étaient projetées sur les murs autour du train  donnant une impression de vitesse. En 1982, les scènes furent changées par des séquences du film Tron contenant la course de moto lumineuse. Le tunnel fut rebaptisé Tron SuperSpeed Tunnel.